# Amir Sarkhosh
Amir Sarkhosh (30 de mayo de 1991) es un jugador de billar iraní.

## Carrera
Nació en Karaj y abrió en Karaj a la edad de 10 años en 2001, el primer club de billar y el tercer club prohibido después de la revolución K. [necesita ser explicado] En Teherán participó en el campeonato y se unió a la selección iraní.
Amir Sarkhosh ganó su primera posición internacional en Líbano en 2013 y ganó un equipo de bronce y oro en solitario en el campeonato de Asia Occidental, y ganó tres más en un equipo en 2013.Sarkhosh también compitió en el Campeonato Asiático de Snooker Sub-21 de 2009, donde fue eliminado en la fase de grupos.
En julio y agosto de 2017, Sarkhosh participó en el Campeonato Asiático 6-Rojo y el Campeonato Mundial IBSF 6-Rojo, donde fue eliminado en ambas ocasiones en los cuartos de final. Después de una participación fallida en los Juegos Asiáticos de Sala 2017, pasó a la final del Campeonato del Mundo Amateur, donde perdió ante Pankaj Advani 2-8. Alcanzó su segunda final consecutiva en el Campeonato Asiático de Snooker 2018, esta vez derrotando a su compatriota Ali Ghareghouzlo por 6-1.
Cuando tenía 12 o 13 años, Sarkosh participó en el Campeonato Asiático de Snooker de 2004, donde terminó con una victoria y tres derrotas (incluso contra el eventual finalista Advani) en la fase de grupos. Dos años después se retiró en la fase de grupos. En el Campeonato Asiático Sub-21 de 2007 sobrevivió a la fase de grupos, donde ganó tres de cuatro partidos, pero perdió en los cuartos de final 2-4 ante el eventual ganador Xiao Guodong. Después de una derrota en cuartos de final en el Campeonato Asiático de Snooker Sub-21 el próximo año, sobrevivió a la fase de grupos en el Campeonato Mundial Amarteur 2008, pero volvió a perder ante Xiao Guodong, esta vez en los dieciseisavos de final.
En 2009, llegó a los cuartos de final del Campeonato Mundial de Snooker Sub-21 de la IBSF en Kish, Irán, donde perdió ante Liu Chuang. Después de una participación fallida en el Campeonato Asiático Sub-21 de 2010, alcanzó los cuartos de final del Campeonato Asiático Sub-21 de 2012, donde perdió ante su compatriota y eventual ganador Hossein Vafaei. En el Campeonato del Mundo Amateur de 2012 fue eliminado en la fase de grupos. Sarkhosh celebró su mayor éxito en el Campeonato Asiático de Snooker de 2013, donde avanzó a las semifinales tras superar la fase de grupos. Perdió ante el sirio Omar al-Kojah, que perdió en la final ante el oponente del grupo de Sarkosh, Saleh Mohammadi. En el mismo año fue invitado al Campeonato del Mundo 6-Red, Un torneo del Snooker Main Tour, celebrado en septiembre, pero fue eliminado con solo una victoria (sobre Darren Morgan) en la fase de grupos. En noviembre, sobrevivió invicto a la fase de grupos del Campeonato Mundial Amateur, y finalmente perdió ante Darryl Hill en los últimos 32. En la Copa Asiática de 2014, perdió ante Thor Chuan Leong en la primera ronda. Sarkhosh compitió en el Campeonato del Mundo 6-Red por segundo año consecutivo en septiembre, donde fue eliminado en la fase de grupos con dos victorias en cinco juegos.
En el Campeonato Mundial Amateur de 2014, Sarkhosh alcanzó los cuartos de final, perdiendo 3-6 ante Kritsanut Lertsattayathorn. En la Copa de Asia de 2015 sobrevivió a la fase de grupos, pero volvió a perder en la primera ronda ante Kritsanut Lertsattayathorn. En el Campeonato Mundial Amateur de 2015 sobrevivió a la fase de grupos y avanzó a la segunda ronda, donde perdió ante el Indian Advani. En el Campeonato Asiático 6-Rojo 2016, avanzó a la primera ronda, perdiendo ante Habib Subah. En el Campeonato Asiático de Snooker del mismo año, alcanzó las semifinales, pero perdió ante Mohammed Shebab. En el Campeonato Mundial Amateur de 2016 alcanzó los cuartos de final, donde perdió ante su compatriota Hamed Zarehdoust. Sarkhosh perdió ante Mohammed Al Joker en los dieciseisavos de final del Asian Snooker Championship 2017.
Sarkhosh ganó una medalla de oro en la Copa del Mundo Roja de la IBSF 6 en Doha, Catar. Derrotó al tailandés Thanawat Tirapongpaiboon 7-6 en el partido final. La medalla de bronce fue para Michael Judge de la República de Irlanda. Sarkosh había derrotado al catarí Bashar Abdulmajeed 6-0, al tailandés Passakorn Suwannawat 6–4 y al paquistaní Mohammad Bilal 6-2 en su camino a la final. La primera edición de 6 Red World Cup 2019 se celebró en Doha, Catar. El Campeonato del Mundo de los 6 Rojos es un torneo de billar de seis rojos, jugado con las bolas de seis colores y seis rojos.
Sarkhosh de Irán se hizo con el título del Campeonato Asiático de Snooker 6-Red después de derrotar a Boonyarit Keattikun de Tailandia 7-6 en Karachi, Pakistán el miércoles. Hossein Vafaei y Hamza Akbar de Pakistán terminaron en tercer lugar. Un total de 42 jugadores representaron a 21 países en el 6-Red Asian Snooker Championship.
Los cuartos de final fueron una repetición de la final del Campeonato Mundial de Snooker de la IBSF del año anterior, con Sarkosh terminando en el lado equivocado del marcador 1-5.

## Honores
- Campeonato Afc 6 Ball Solo Snooker 2014 en Karachi, Pakistán[31]
- Primer Campeonato de Deportes de Billar en 2016 en Fajireh EAU[32]
- Campeón del Campeonato Asiático de Adultos en Tabriz, Irán
- Medalla de oro de la primera Copa del Mundo de 6 bolas en Doha, Catar en 2019
- Medalla de oro de billar con las competiciones asiáticas de Soheil Vahedi en 2016
- Medalla de oro de snooker 2016 en Egipto
- Medalla de oro de los Juegos Asiáticos en Turkmenistán con Hossein Vafaei y Soheil Vahedi en 2017
- Primera medalla de caravana de Irán en los Juegos Asiáticos de Sala Incheon Corea del Sur 2013 Medalla de plata[20]
- Medalla de oro de billar 6 bolas en Qatar Asian 2019[33][34]

## Títulos

### Temporada 2018/2019
- Gira Challenge 2019/2020
- 2019 en deportes de cola
- Q School 2019 - Evento 2

### Tour 3 del desafío 2019/20
- Q School 2019 - Evento 1
- Q School 2019 - Evento 2
- Q School 2019 - Evento 3

### Temporada 2017/2018
- 2018 en deportes de cola
- Campeonato Asiático de Snooker ACBS
- Q School 2018 - Evento 3
- Q School 2018 - Evento 1
- Q School 2018 - Evento 2

### Temporada 2016/2017
- 2017 en deportes
- Campeonato Asiático de Snooker de la ACBS 2017
- Deportes de taco en los Juegos Asiáticos de Artes Marciales y de Interior de 2017
- Irán en los Juegos Asiáticos de Artes Marciales y de Interior de 2017
- Campeonato Asiático 6-Rojo

### Temporada 2015/2016
- Campeonato Mundial de Snooker de la IBSF 2016 - Masculino
- Campeonato Mundial de Snooker de la IBSF 2015 - Masculino
- Campeonato Mundial de Snooker de la IBSF 2015
- Campeonato Asiático de Snooker ACBS 2015

### Temporada 2013/2014
- 2014 Campeonato del Mundo Six-red

### Temporada de billar 2013-14
- 2013 Campeonato del Mundo Six-red
- Deportes de taco en los Juegos Asiáticos de Artes Marciales y de Interior 2013
- Irán en los Juegos Asiáticos de Artes Marciales y de Interior de 2013

### Temporada 2008/2009
- 2009 Campeonato Asiático de Snooker Sub-21

## Finales de carrera

### Finales amateur: 2 (2 subcampeones)
| Outcome   | No. | Year | Championship               | Opponent in the final | Score | Ref |
| Runner-up | 1.  | 2013 | 2013 AIMAG Billiards Venue | Xiao Guodong          | 5–4   |     |
| Runner-up | 1.  | 2017 | World Amateur Championship | Pankaj Advani         | 8–2   |     |

### Juegos asiáticos: 2 (2 campeonatos)
| Outcome | No. | Year | Championship                        | Opponent in the final | Score | Ref    |
| Winner  | 1.  | 2017 | Asian Indoor and Martial Arts Games | Alan Lin              | 5–0   | [ 35 ] |
| Winner  | 1.  | 2018 | ACBS Asian Snooker Championship     | Ali Ghareghouzlo      | 6–1   | [ 12 ] |